# Albig
Albig è un comune di 1 610 abitanti della Renania-Palatinato, in Germania.

Appartiene al circondario (Landkreis) di Alzey-Worms (targa AZ) ed è parte della comunità amministrativa (Verbandsgemeinde) di Alzey-Land.

## Amministrazione

### Gemellaggi
- Signy-l'Abbaye, dal 1975